# Desmanthus incrustans
Desmanthus incrustans är en svampdjursart som först beskrevs av Topsent 1889.  Desmanthus incrustans ingår i släktet Desmanthus och familjen Desmanthidae. Inga underarter finns listade i Catalogue of Life.